# Valentín Paniagua
Valentín Paniagua Corazao (ngày 23 tháng 9 năm 1936 - 16 tháng 10 năm 2006) là một chính trị gia người Peru và cựu Tổng thống lâm thời của Peru. Paniagua được bầu bởi Quốc hội Peru để làm tổng thống lâm thời của đất nước sau khi Alberto Fujimori bị Quốc hội phế truất vào tháng 11 năm 2000.
Là tổng thống lâm thời, nhiệm vụ chính của ông là tổ chức các cuộc bầu cử mới, sau đó, vào tháng 7 năm 2001, ông đứng xuống từ chức tổng thống. Paniagua là một thành viên lâu năm và từng là Tổng bí thư của Accion Popular.
Cha Paniagua được sinh ra ở Bolivia nhưng sống phần lớn cuộc đời ở Peru. Valentín Paniagua được sinh ra tại Cusco và học trung học tại trường dòng Salesian Cusco. Sau đó, ông tiếp tục học luật tại Universidad Nacional San Antonio Abad ở Cusco và sau đó tại Universidad Mayor de San Marcos ở Lima. Ông tốt nghiệp ở đó, chuyên về luật hiến pháp. Trong những năm sau đó, ông hành nghề luật sư và bắt đầu một sự nghiệp chính trị.